# Duet
『DUeT』（デュエット）は、ホーム社発行、集英社発売の月刊の男性アイドル雑誌。毎月7日発売。1986年12月号創刊。
主にSTARTO ENTERTAINMENT所属のタレントが出演している。

## 概要
創刊号の表紙を飾ったのは少年隊で、巻頭15ページで少年隊の特集が行われた。その他、シブがき隊や男闘呼組、少年忍者、女性アイドルの小泉今日子やおニャン子クラブなども登場した。
創刊当時のロゴはDのみ大文字の『Duet』表記であり、表紙のロゴ部分には熊のイラストも存在していた。創刊時から1995年3月号まではA5サイズで発行されていた。構成は現在同様ジャニーズ事務所（現STARTO ENTERTAINMENT）所属のタレントの情報が半分以上を占めていたが、他にアーティスト情報やメイン読者である10代の女の子が抱える悩みなどを分かりやすく解決する特集なども掲載されていた。
カラーページは多くなく、その大きさの関係から大判の付録なども存在しなかったが、近年は特大ポスターなどが多くなった。
現在は、巻頭にはシールなどが付属し、白黒ページにはイラスト投稿コーナーが存在する。
1995年4月号のリニューアルにより、現在のサイズ（AB判）へ大判化され、同時にロゴ部分の熊のイラストが消滅した。同号の表紙を飾ったのはKinKi Kids。
2003年7月号の創刊200号を機に再びリニューアルし、ロゴが『duet』となった。同号の表紙を飾ったのはKinKi Kids。
2018年5月号から再びリニューアルし、『DUeT』にロゴが変更された。同号の表紙を飾ったのはHey! Say! JUMP。
1990年、同社が発行していた対極となる女性アイドルが中心の雑誌「DUNK」が廃刊。1999年から、｢美少女REVOLUTION　MAGAZINE DUNK｣という名称のオールカラーグラビアマガジンを、duetの増刊号として不定期刊行していた。

## キャッチフレーズ
表紙に記載されていたキャッチフレーズ。
| 月号                     | フレーズ                       |
| ------------------------ | ------------------------------ |
| 創刊号〜1992年4月号      | ビンカン・ギャルの情報マガジン |
| 1992年5月号〜1995年3月号 | ティーンズ体感マガジン         |
| 1995年4月号〜2003年6月号 | Pretty Up! Live Magazine       |
| 2003年7月号〜2014年8月号 | Super Idol Magazine            |

2014年9月号以後は表紙にキャッチフレーズの記載はされていない。

## 年1企画
d-1グランプリ アイドルなんでもNo.1
毎年1回行われているファン投票の集計によるジャニーズアイドルのランキング企画。1番大きく取り上げられる「恋人にしたいアイドル」は、d-1グランプリのメインイベントである。毎年9月号でランキングを発表。
| 年   | 恋人にしたいアイドル1位     |
| ---- | --------------------------- |
| 2004 | 山下智久（当時NEWS）        |
| 2005 | 赤西仁（当時KAT-TUN）       |
| 2006 | 赤西仁（当時KAT-TUN）       |
| 2007 | 赤西仁（当時KAT-TUN）       |
| 2008 | 山田涼介 （Hey! Say! JUMP） |
| 2009 | 山田涼介 （Hey! Say! JUMP） |
| 2010 | 山田涼介 （Hey! Say! JUMP） |
| 2011 | 山田涼介 （Hey! Say! JUMP） |
| 2012 | 山田涼介 （Hey! Say! JUMP） |
| 2013 | 山田涼介 （Hey! Say! JUMP） |